# Батлейка

Білоруська батлейка

Батлейка, також бетлейка (біл. батлейка, батлеэмка, бетлейка, батляемка походить від назви міста Вифлеєма, біл. вяртэп, остмэйка, жлоб) — білоруський народний театр ляльок на релігійну (біблійну) та побутову тематику, що набув поширення в Білорусі, починаючи від XVI століття й переживає відродження у формі національного дитячого і різдвяного театру в наш час.

## Етимологія
Термін «батлейка» походить від пол. Betleem — назви м. Вифлеєма.

## З історії батлейки
Народний ляльковий театр прийшов у Білорусь з України (див. Вертеп) та Польщі. Крім назви «батлейка\бетлейка» у Білорусі існували такі назви цього театру «Жлоб, Вифлеєм, Яселка, Вяртэп». Виникнення театру ляльок в Білорусі було пов'язане з різдвяними святами (звідси й назва, адже Вифлеєм — місце народження Христа). Поширенню батлейки сприяли мандрівні семінаристи (бурсаки), в тому числі й з київської Могилянки, що привносили до репертуару батлейки сюжети шкільного театру (світського).
Якщо спочатку вся тематика батлейки була виключно біблійною, то поступово, стаючи надбанням народу в широкому сенсі слова (міщани та селянство), зокрема в період XVII—XVIII століттях, батлейка активно звертається до народно-комедійних, світських за характером постановок.
Вважається, що з розвитком і становленням професійного театру в Білорусі батлейка поступилась популярністю останньому. А батлейки з їх виставами продовжували активно існувати до перших десятиліть ХХ століття.

## Опис і репертуар батлейки
За сцену для вистав батлейки, як і в українському вертепі, правила двоярусна шафка (яка теж має назву батлейка), що мала подобу церкви або будиночка, складні якої відчинялися наче дверцята. Така шафка-ящик прикрашалась кольоровою тканиною і папером, фігурками з паличок або соломи. Вистави влаштовувались як у горішній його частині (ярусі), так і долішній. Лялькарі-батлейщики керували дерев'яними ляльками на стрижнях з прорізів у долівці ярусів.
Вистави батлейки могли бути доволі масштабними — з участю до 40 персонажів.
Загалом відомо декілька типів білоруської батлейки, серед яких осібні місця посідають влаштовані за взірцем тіньового театру (Вітебськ, Веліж), і батлейки зі швидко змінюваними прозорими декораціями (Докшиці, за що дістали назву «докшицька батлейка»).
До репертуару батлейки поряд з релігійною п'єсою «Цар Ірад», народною драмою «Цар Максыміліян» входили також жанрові сценки «Мацей ды лекар», «Антон з казою ды Антоніха», «Вольскі — гендляж польські», «Бэрка-карчмар», «Цыган ды цыганка», «Ванька малы», «Паныч» тощо. Ці побудовані на білоруському фольклорі вистави були насичені соціальною сатирою, часто висміювали не лише вади людської вдачі, а й панівні класи.
Можна сказати, що білоруська батлейка — це і вид національного мистецтва, і форма розваги й дозвілля, й спроби висловлення за допомогою соціальної сатири протестних настроїв населення.

## Батлейка у сучасній Білорусі
З огляду на релігійну складову батлейки, за СРСР, власне у БРСР цей вид народного мистецтва не культивувався, адже релігія як сфера людської життєдіяльності в Радянському Союзі відкидалася. Щоправда у перші роки білорусизації (білоруський варіант радянської коренізації) батлейку досліджували, наприклад відомий фольклорист і письменник Змітрок Бядуля (за СРСР згадки про батлейку в літературі, навіть фаховій, були мінімальними). Натомість не враховувати традицій народного лялькового театру в білоруському радянському ляльковому театрі й театрі взагалі в БРСР було неможливо.

Скульптурна композиція «Батлейка».

Са́ме тому під час будівництва величної споруди Білоруського державного академічного музичного театру в Мінську 1981 року, з тильного боку приміщення в парку було встановлено декоративну бронзову скульптурну композицію «Батлейка», де зображувались традиційні персонажі старовинного театру ляльок білорусів, виконані у народній гротескній манері (близькій до примітивізму) — Козак (центральний персонаж), Антон з козою, Антоніха, Чорт. Автор декоративних фігур скульптор Л. Б. Зільбер згадував потому про вплив цензури й провідників тодішньої ідеології на його творчість під час роботи над скульптурою «Батлейка».
З демократизацією життя в СРСР наприкінці 1980-х років, відтак зверненням до національного коріння та поверненням до релігії, все більше в Білорусі стали звертатися до традицій білоруського вертепу-батлейки, в тому числі й зусиллями ентузіастів. Так, у 1989 році Галина Жаровіна у смт Мір Гродненської області створила музей і театр-студію «Батлейка» — разом зі своїми учнями вона поставила вистави «Цар Ірод», «Ганна Радзивілл» та інші. Це стосувалося як ретельного дослідження та відновлення навичок виготовлення вертепу та окремих його ляльок, деталей тощо, так власне й організації та здійснення у різдвяні свята дійств батлейки по всій країні. Нині, за незалежної Білорусі білоруський народний ляльковий театр батлейка став чимось на зразок національної відзнаки й навіть бренду. Назва «батлейка» широко вживана — від Мінського обласного театру ляльок (заснований 1990 року) в Молодечно до кав'ярні в Мінську. А уявити сьогодні Різдво в Білорусі без вистав батлейки неможливо — як у столичних модних артхаусних закладах, так і провінційних білоруських містечках, де подеколи традиція білоруського народного театру ляльок лишалась живою і безперервною.

## Галерея

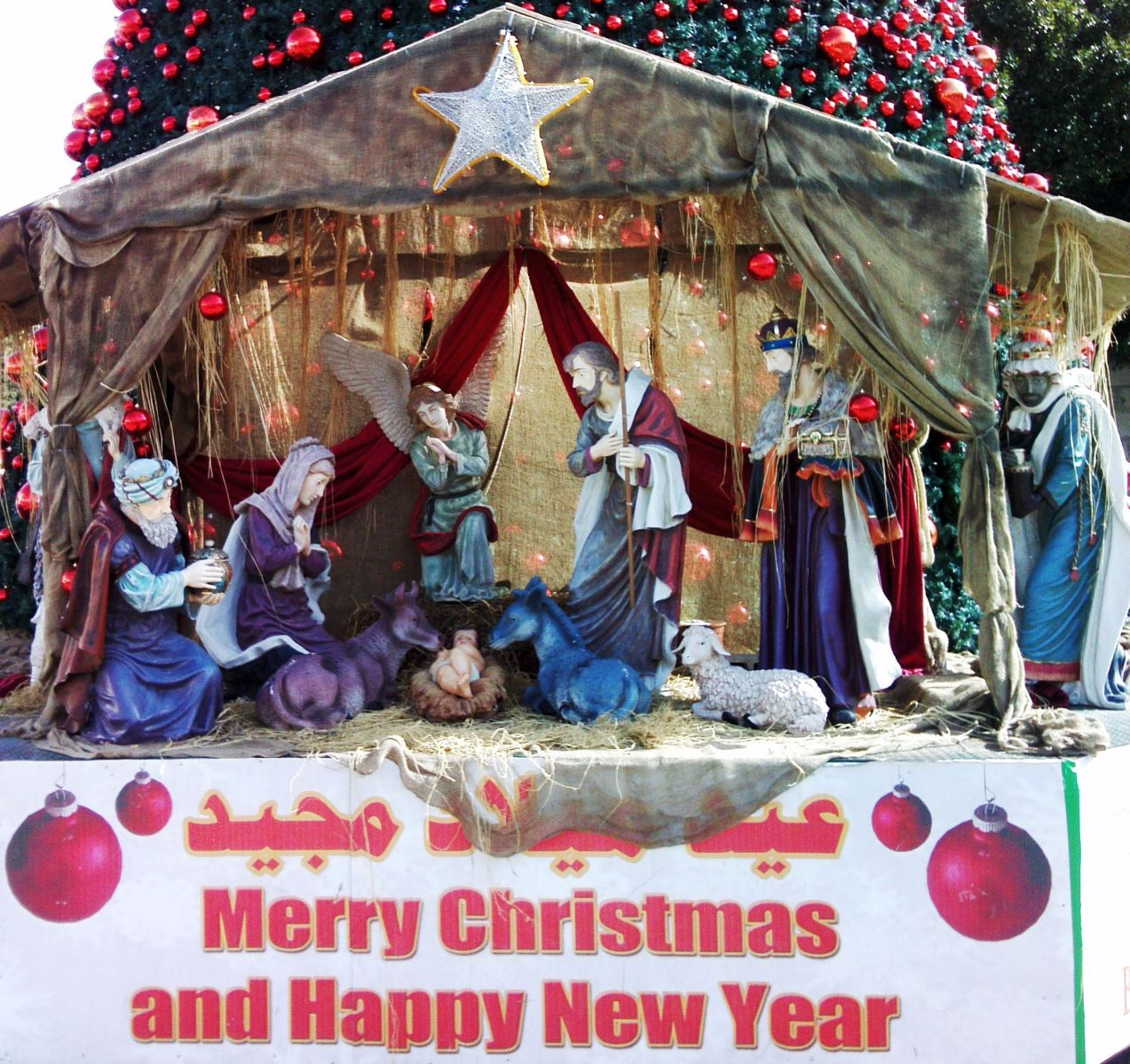
Батлейка (шопка) у Вифлеємі, між православною церквою Різдва Христового та міською площею (2014 р.)
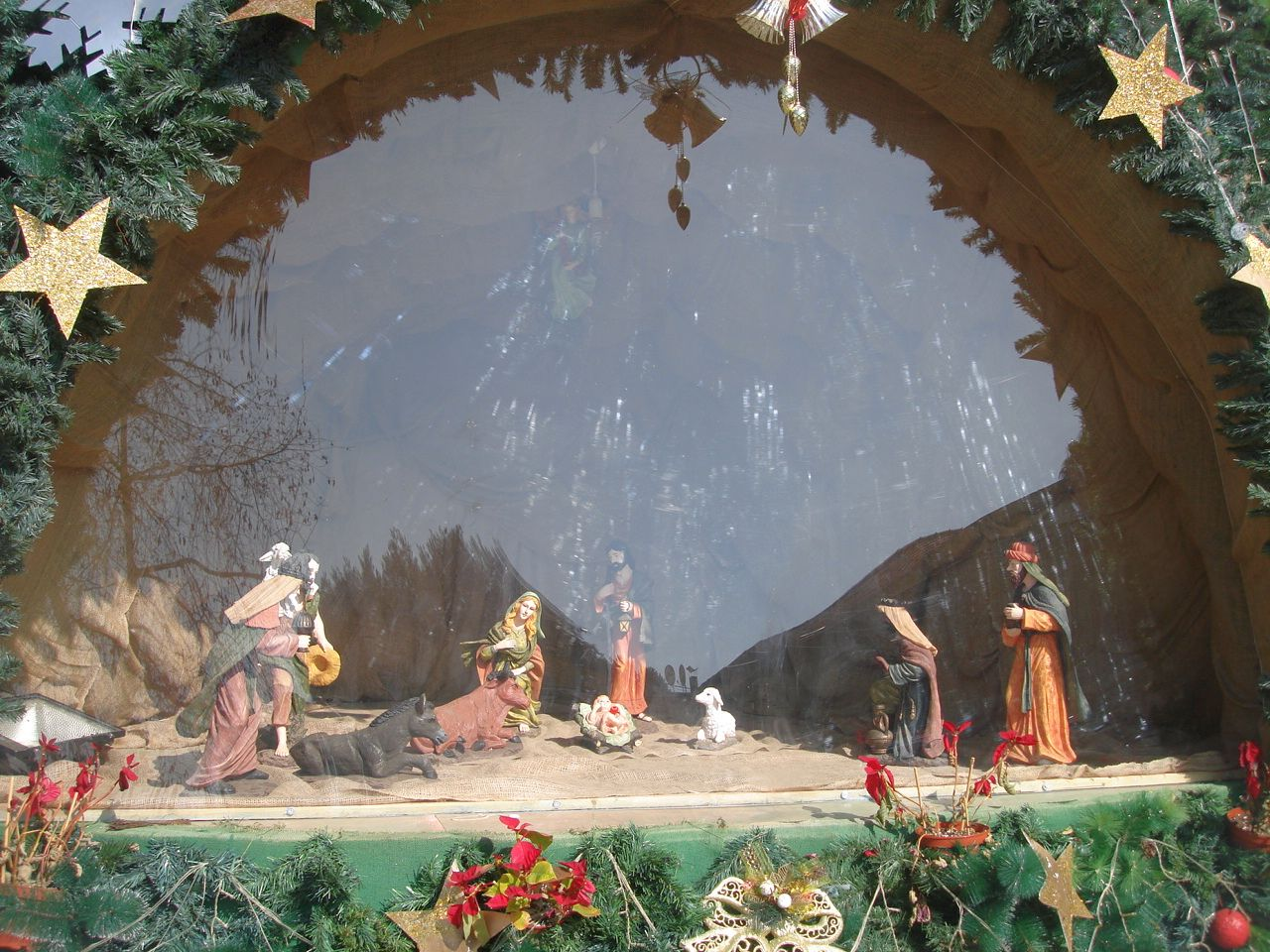
Батлейка (шопка) у Назареті, православна церква архангела Гавриїла над джерелом Марії (2014 р.)
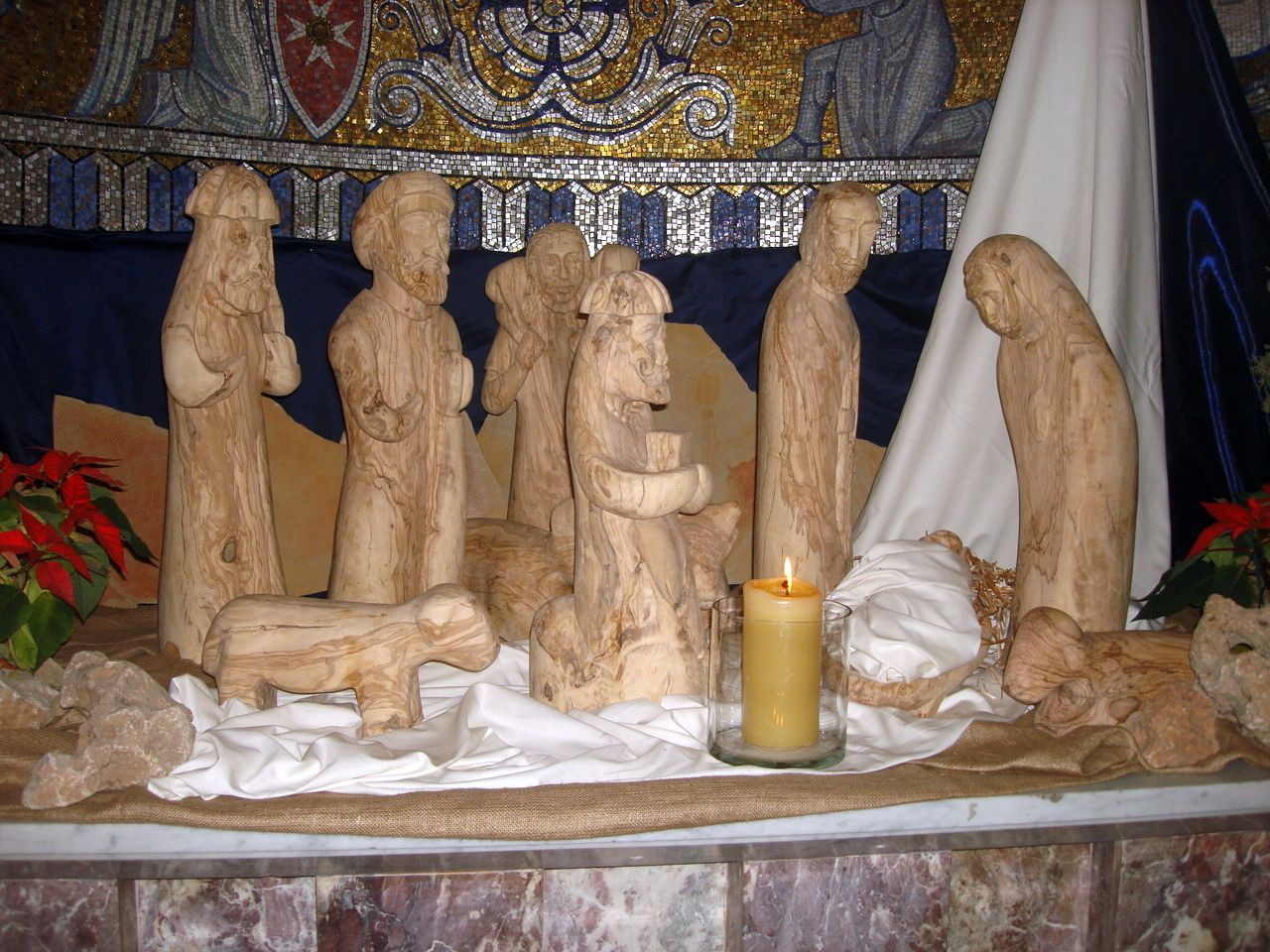
Батлейка (шопка) у Єрусалимі, католицький храм Успіння Богородиці (2014 р.)
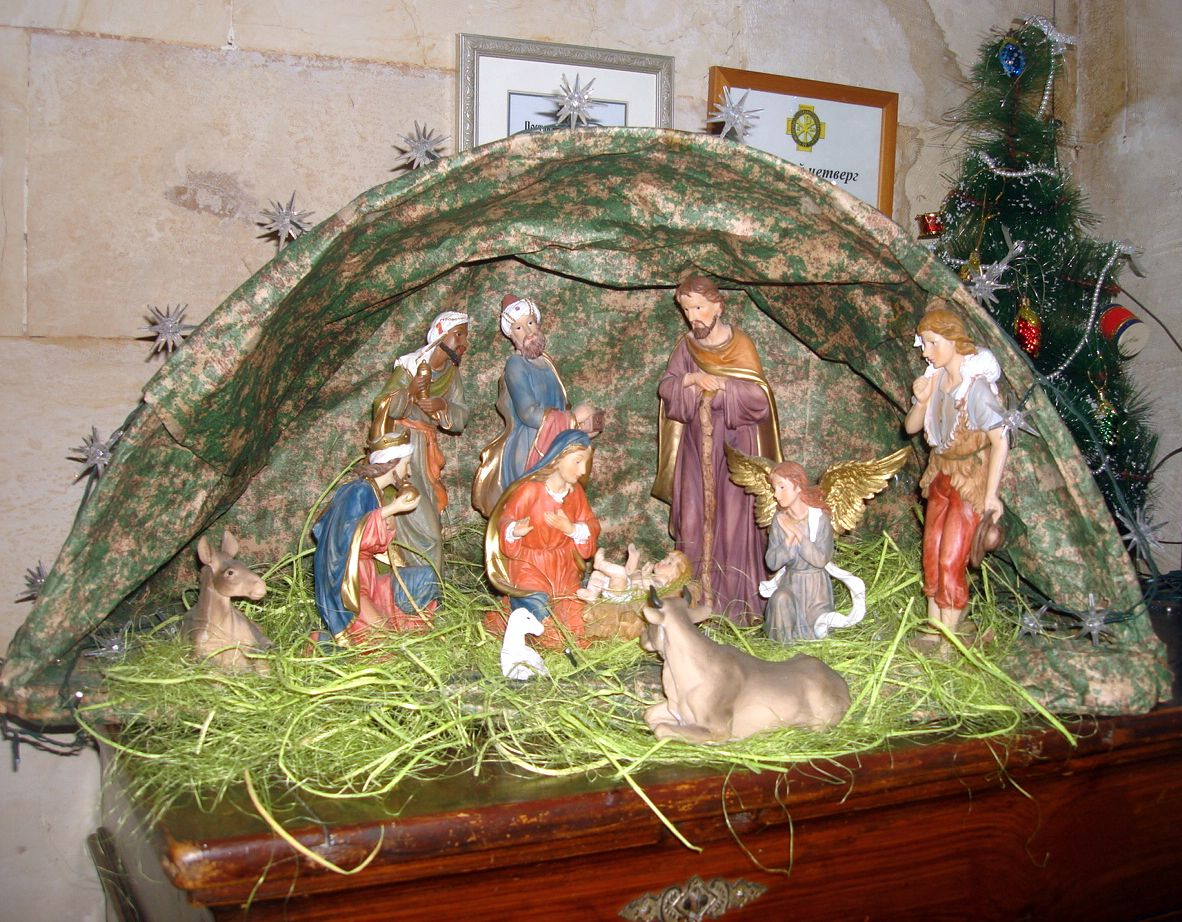
Батлейка (шопка) у Єрусалимі, Олександрівське подвір'я Імператорського православного палестинського товариства (власність Дому Романових), 2014 рік

## Виноски
1. 1 2  Этнаграфія Беларусі: Энцыклапедыя / Рэд.: І. П. Шамякін (гал. рэд.) і інш. — Мн.: БелСЭ, 1989.
2. ↑  Володимир Савчук. Етнографічна атрибутика та драматургія українського вертепу // Обрії Науково-педагогічний журнал. — 2008.
3. ↑  Батлейка [Архівовано 8 грудня 2010 у Wayback Machine.] // Театральная Энциклопедия, М. (рос.)
4. ↑  Мінський обласний театр ляльок «Батлейка» [Архівовано 7 жовтня 2013 у Wayback Machine.] на Театри Білорусі [Архівовано 20 квітня 2010 у Wayback Machine.] // www.belarus-theatre.net («Театральна Білорусь») [Архівовано 11 березня 2010 у Wayback Machine.] (рос.)
5. ↑  Дзешавой А. Докшыцкі лялечнік, «Маладосць», 1958, вип 9. Г. (біл.)
6. ↑  (Мінський) Театр музичної комедії [Архівовано 16 вересня 2009 у Wayback Machine.] на www.minsk-old-new.com («Мінськ старий і новий. Мінськ у фотографіях») + інформаційні викладки [Архівовано 2 лютого 2013 у Wayback Machine.] (рос.)
7. ↑  Паркова скульптура [Архівовано 14 червня 2009 у Wayback Machine.] на www.minsk-old-new.com («Мінськ старий і новий. Мінськ у фотографіях») + інформаційні викладки [Архівовано 2 лютого 2013 у Wayback Machine.] (рос.)
8. ↑  Барбараш Юлія Історія батлейки [Архівовано 16 червня 2007 у Wayback Machine.] на Білоруський народний ляльковий театр. Батлейка і вертеп [Архівовано 6 серпня 2012 у Wayback Machine.] (рос.)